# Вацлавув (Пйотрковський повіт)
Вацлавув (пол. Wacławów) — село в Польщі, у гміні Александрув Пйотрковського повіту Лодзинського воєводства.
Населення — 63 особи (2011).
У 1975-1998 роках село належало до Пйотрковського воєводства.

## Демографія
Демографічна структура станом на 31 березня 2011 року:
|          | Загалом | Допрацездатний вік | Працездатний вік | Постпрацездатний вік |
| -------- | ------- | ------------------ | ---------------- | -------------------- |
| Чоловіки | 35      | 5                  | 22               | 8                    |
| Жінки    | 28      | 1                  | 14               | 13                   |
| Разом    | 63      | 6                  | 36               | 21                   |